# Film d'amour
Pour les articles homonymes, voir Romance.
 (août 2012).
Si vous disposez d'ouvrages ou d'articles de référence ou si vous connaissez des sites web de qualité traitant du thème abordé ici, merci de compléter l'article en donnant les références utiles à sa vérifiabilité et en les liant à la section « Notes et références ».

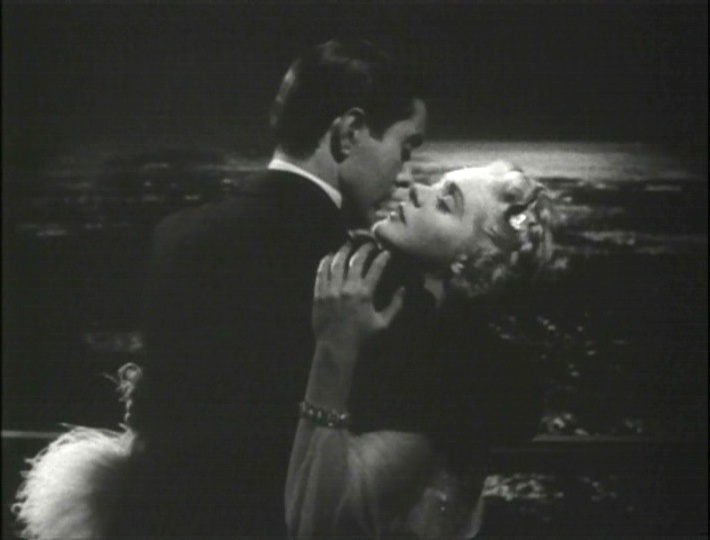
Tyrone Power et Alice Faye dans La Folle Parade (1938).

Le film d'amour, également appelé film romantique voire romance, est un film portant sur une histoire d'amour ou d'aventure amoureuse, mettant en avant la passion, les émotions et l'engagement affectif des personnages principaux. De façon péjorative et imagée, le terme « film à l'eau de rose » est parfois utilisé pour désigner certains films de ce genre.
Ce genre de film est surtout au début plein d'amour et se finit généralement en drame romantique.

## Thèmes
Les films d'amour font de l'amour ou de la recherche de l'amour l'axe central de l'histoire. Souvent, les amoureux se rencontrent et doivent vaincre des obstacles comme des problèmes financiers, la maladie physique ou psychologique, des discriminations de leur statut social, racial ou des problèmes familiaux qui menacent la stabilité de leur union. Comme dans toute relation amoureuse, les tensions de la vie quotidienne et ses tentations seront partie prenante des scénarios de film d'amour.